# ATC N03 – Antiepileptikumok
Az ATC N03 – Antiepileptikumok a gyógyszerek anatómiai, gyógyászati és kémiai osztályozási rendszerének (ATC) egyik alcsoportja.
| ATC N   | Idegrendszer                   |
| ------- | ------------------------------ |
| ATC N01 | Érzéstelenítők                 |
| ATC N02 | Analgetikumok                  |
| ATC N03 | Antiepileptikumok              |
| ATC N04 | Parkinson-kór gyógyszerei      |
| ATC N05 | Pszicholeptikumok              |
| ATC N06 | Pszichoanaleptikumok           |
| ATC N07 | Idegrendszer egyéb gyógyszerei |

## N03A Antiepileptikumok

### N03AA Barbiturátok és származékaik
| ATC     | Magyar            | INN                 | Gyógyszerkönyv        |
| ------- | ----------------- | ------------------- | --------------------- |
| N03AA01 | Metilfenobarbitál | Methylphenobarbital | Methylphenobarbitalum |
| N03AA02 | Fenobarbitál      | Phenobarbital       | Phenobarbitalum       |
| N03AA03 | Primidon          | Primidone           | Primidonum            |
| N03AA04 | Barbexaklon       | Barbexaclone        |                       |
| N03AA30 | Metarbital        | Metharbital         |                       |

### N03ABHidantoin-származékok
| ATC     | Magyar                              | INN                                   | Gyógyszerkönyv                    |
| ------- | ----------------------------------- | ------------------------------------- | --------------------------------- |
| N03AB01 | Etotoin                             | Ethotoin                              |                                   |
| N03AB02 | Fenitoin                            | Phenytoin                             | Phenytoinum, Phenytoinum natricum |
| N03AB03 | Amino(difenilhidantoin) valeriánsav | Amino(diphenylhydantoin) valeric acid |                                   |
| N03AB04 | Mefenitoin                          | Mephenytoin                           |                                   |
| N03AB05 | Foszfenitoin                        | Fosphenytoin                          |                                   |
| N03AB52 | Fenitoin kombinációk                | Fenitoin kombinációk                  |                                   |
| N03AB54 | Mefenitoin kombinációk              | Mefenitoin kombinációk                |                                   |

### N03ACOxazolidin-származékok
| ATC     | Magyar       | INN            | Gyógyszerkönyv |
| ------- | ------------ | -------------- | -------------- |
| N03AC01 | Parametadion | Paramethadione |                |
| N03AC02 | Trimetadion  | Trimethadione  | Trimethadion   |
| N03AC03 | Etadion      | Ethadione      |                |

### N03ADSzukcinimid-származékok
| ATC     | Magyar                    | INN                       | Gyógyszerkönyv |
| ------- | ------------------------- | ------------------------- | -------------- |
| N03AD01 | Etoszuximid               | Ethosuximide              | Ethosuximidum  |
| N03AD02 | Fenszuximid               | Phensuximide              |                |
| N03AD03 | Meszuximid                | Mesuximide                |                |
| N03AD51 | Etoszuximid kombinációban | Etoszuximid kombinációban |                |

### N03AEBenzodiazepin-származékok
| ATC     | Magyar     | INN        | Gyógyszerkönyv |
| ------- | ---------- | ---------- | -------------- |
| N03AE01 | Klonazepám | Clonazepam | Clonazepamum   |

### N03AF Karboxamid-származékok
| ATC     | Magyar         | INN             | Gyógyszerkönyv |
| ------- | -------------- | --------------- | -------------- |
| N03AF01 | Karbamazepin   | Carbamazepine   | Carbamazepinum |
| N03AF02 | Oxkarbazepin   | Oxcarbazepine   |                |
| N03AF03 | Rufinamid      | Rufinamide      |                |
| N03AF04 | Eslikarbazepin | Eslicarbazepine |                |

### N03AG Zsírsav származékok
| ATC     | Magyar        | INN               | Gyógyszerkönyv    |
| ------- | ------------- | ----------------- | ----------------- |
| N03AG01 | Valproinsav   | Valproic acid     | Acidum valproicum |
| N03AG02 | Valpromid     | Valpromid         |                   |
| N03AG03 | Aminobutánsav | Aminobutyric acid |                   |
| N03AG04 | Vigabatrin    | Vigabatrin        |                   |
| N03AG05 | Progabid      | Progabid          |                   |
| N03AG06 | Tiagabin      | Tiagabin          |                   |

### N03AX Egyéb antiepileptikumok
| ATC     | Magyar        | INN           | Gyógyszerkönyv |
| ------- | ------------- | ------------- | -------------- |
| N03AX03 | Szultiam      | Sultiame      |                |
| N03AX07 | Fenacemid     | Phenacemide   |                |
| N03AX09 | Lamotrigin    | Lamotrigine   |                |
| N03AX10 | Felbamát      | Felbamate     |                |
| N03AX11 | Topiramát     | Topiramate    |                |
| N03AX12 | Gabapentin    | Gabapentin    |                |
| N03AX13 | Feneturid     | Pheneturide   |                |
| N03AX14 | Levetiracetám | Levetiracetam |                |
| N03AX15 | Zoniszamid    | Zonisamide    |                |
| N03AX16 | Pregabalin    | Pregabalin    |                |
| N03AX17 | Stiripentol   | Stiripentol   |                |
| N03AX18 | Lakozamid     | Lacosamide    |                |
| N03AX19 | Kariszbamát   | Carisbamate   |                |
| N03AX21 | Retigabin     | Retigabine    |                |
| N03AX22 | Perampanel    | Perampanel    |                |
| N03AX30 | Beklamid      | Beclamide     |                |